# 재통합주의
재통합주의(再統合主義 스페인어: reintegracionismo)란 포르투갈어와 갈리시아어의 통합을 추진하는 문화·언어적 운동이다. 재통합주의자들은 포르투갈어와 갈리시아어를 같은 뿌리를 공유하는 언어를 넘어서 같은 언어의 방언으로 여기고 있다. 이 견해에 따르면 갈리시아는 포르투갈어 사용국 공동체에 속하게 된다.

## 갈리시아어를 보는 견해
- 고립주의적 견해: 이 견해를 지지하는 사람들은 갈리시아어와 포르투갈어는 각각 다른 개별어로 본다. 이들은 포르투갈어와는 다른 철자와 서법을 선호하여 선호하는 정서법은 스페인어에 가깝다. 갈리시아 주 정부와 공공기관의 입장은 여기에 속한다. 또한 고립주의 지지자들은 갈리시아인들이 스페인어로 초기정규교육을 받기 때문에 스페인어에 가까운 용법과 철자를 유지하는 것이 유리하다고 생각한다. 고립주의를 지지하는 곳으로는 갈리시아 왕립 아카데미아(Real Academia Galega)가 있다.

- 재통합주의적 견해: 재통합주의자들은 갈리시아어와 포르투갈어는 같은 언어의 방언이라고 생각하며, 광범위하게 동일한 기원,어휘,어법등을 공유하고 있으므로, 포르투갈어에 맞추어 가야한다고 생각한다. 재통합주의를 지지하는 갈리시아어 단체에는 갈리시아어 협회(AGAL)가 있다.

포르투갈쪽 언어학자와 작가들 가운데는 재통합주의 지지자들이 적지 않다.

## 정치적 입장
갈리시아의 언어 문제는 정치문제와 연관되어 있다. 전통적으로 갈리시아 국가를 세워 스페인으로부터 독립해야 한다고 주장하는 독립지지자들은 재통합주의를 지지하는 쪽이며, 갈리시아어 운동은 잠재적으로 재통합주의자들과 고립주의자들 가운데 한쪽 진영에 속하게 된다.

## 같이 보기
- 포르투갈어 사용국 공동체
- 갈리시아어
- 포르투갈어